# Nannosquilla anomala
Nannosquilla anomala is een bidsprinkhaankreeftensoort uit de familie van de Nannosquillidae. De wetenschappelijke naam van de soort is voor het eerst geldig gepubliceerd in 1967 door Manning.